# Lijst van nummer 1-hits in de Nederlandse Single Top 100 in 2020
Deze hits stonden in 2020 op nummer 1 in de Nederlandse Single Top 100.
| Nummer | Datum        | Artiest                                         | Titel                           |
| ------ | ------------ | ----------------------------------------------- | ------------------------------- |
| 767    | 4 januari    | Mariah Carey                                    | All I Want for Christmas Is You |
| 813    | 11 januari   | The Weeknd                                      | Blinding Lights                 |
| 814    | 18 januari   | Snelle                                          | Smoorverliefd                   |
|        | 25 januari   | Snelle                                          | Smoorverliefd                   |
|        | 1 februari   | Snelle                                          | Smoorverliefd                   |
|        | 8 februari   | Snelle                                          | Smoorverliefd                   |
| 813    | 15 februari  | The Weeknd                                      | Blinding Lights                 |
|        | 22 februari  | The Weeknd                                      | Blinding Lights                 |
|        | 29 februari  | The Weeknd                                      | Blinding Lights                 |
|        | 7 maart      | The Weeknd                                      | Blinding Lights                 |
|        | 14 maart     | The Weeknd                                      | Blinding Lights                 |
|        | 21 maart     | The Weeknd                                      | Blinding Lights                 |
| 815    | 28 maart     | Davina Michelle & Snelle                        | 17 miljoen mensen               |
|        | 4 april      | Davina Michelle & Snelle                        | 17 miljoen mensen               |
|        | 11 april     | Davina Michelle & Snelle                        | 17 miljoen mensen               |
|        | 18 april     | Davina Michelle & Snelle                        | 17 miljoen mensen               |
|        | 25 april     | Davina Michelle & Snelle                        | 17 miljoen mensen               |
| 816    | 2 mei        | Saint Jhn & Imanbek                             | Roses (Imanbek Remix)           |
|        | 9 mei        | Saint Jhn & Imanbek                             | Roses (Imanbek Remix)           |
|        | 16 mei       | Saint Jhn & Imanbek                             | Roses (Imanbek Remix)           |
|        | 23 mei       | Saint Jhn & Imanbek                             | Roses (Imanbek Remix)           |
| 817    | 30 mei       | Kevin                                           | Gordelweg                       |
| 818    | 6 juni       | Boef                                            | Treinstation                    |
| 819    | 13 juni      | DaBaby & Roddy Ricch                            | Rockstar                        |
| 820    | 20 juni      | Boef                                            | Nooit thuis                     |
| 821    | 27 juni      | Bilal Wahib                                     | Tigers                          |
|        | 4 juli       | Bilal Wahib                                     | Tigers                          |
| 822    | 11 juli      | Boef ft. Numidia                                | Tout est bon                    |
|        | 18 juli      | Boef ft. Numidia                                | Tout est bon                    |
|        | 25 juli      | Boef ft. Numidia                                | Tout est bon                    |
|        | 1 augustus   | Boef ft. Numidia                                | Tout est bon                    |
|        | 8 augustus   | Boef ft. Numidia                                | Tout est bon                    |
| 823    | 15 augustus  | Jason Derulo                                    | Savage Love                     |
|        | 22 augustus  | Jason Derulo                                    | Savage Love                     |
| 824    | 29 augustus  | Rolf Sanchez                                    | Más Más Más                     |
|        | 5 september  | Rolf Sanchez                                    | Más Más Más                     |
| 825    | 12 september | 24k Goldn ft. Iann Dior                         | Mood                            |
|        | 19 september | 24k Goldn ft. Iann Dior                         | Mood                            |
|        | 26 september | 24k Goldn ft. Iann Dior                         | Mood                            |
|        | 3 oktober    | 24k Goldn ft. Iann Dior                         | Mood                            |
|        | 10 oktober   | 24k Goldn ft. Iann Dior                         | Mood                            |
|        | 17 oktober   | 24k Goldn ft. Iann Dior                         | Mood                            |
|        | 24 oktober   | 24k Goldn ft. Iann Dior                         | Mood                            |
| 826    | 31 oktober   | Yssi SB ft. Qlas & Blacka, Ashafar & ADF Samski | Scooter                         |
|        | 7 november   | Yssi SB ft. Qlas & Blacka, Ashafar & ADF Samski | Scooter                         |
| 825    | 14 november  | 24k Goldn ft. Iann Dior                         | Mood                            |
|        | 21 november  | 24k Goldn ft. Iann Dior                         | Mood                            |
|        | 28 november  | 24k Goldn ft. Iann Dior                         | Mood                            |
|        | 5 december   | 24k Goldn ft. Iann Dior                         | Mood                            |
| 767    | 12 december  | Mariah Carey                                    | All I Want for Christmas Is You |
|        | 19 december  | Mariah Carey                                    | All I Want for Christmas Is You |
|        | 26 december  | Mariah Carey                                    | All I Want for Christmas Is You |

Lijsten van nummer 1-hits in de Nederlandse Top 40

1965 ·
1966 ·
1967 ·
1968 ·
1969 ·
1970 ·
1971 ·
1972 ·
1973 ·
1974 ·
1975 ·
1976 ·
1977 ·
1978 ·
1979 ·
1980 ·
1981 ·
1982 ·
1983 ·
1984 ·
1985 ·
1986 ·
1987 ·
1988 ·
1989 ·
1990 ·
1991 ·
1992 ·
1993 ·
1994 ·
1995 ·
1996 ·
1997 ·
1998 ·
1999 ·
2000 ·
2001 ·
2002 ·
2003 ·
2004 ·
2005 ·
2006 ·
2007 ·
2008 ·
2009 ·
2010 ·
2011 ·
2012 ·
2013 ·
2014 ·
2015 ·
2016 ·
2017 ·
2018 ·
2019 ·
2020 ·
2021 ·
2022 ·
2023 ·
2024 ·
2025

Lijsten van nummer 1-hits in de Nederlandse Single Top 100

1969 ·
1970 ·
1971 ·
1972 ·
1973 ·
1974 ·
1975 ·
1976 ·
1977 ·
1978 ·
1979 ·
1980 ·
1981 ·
1982 ·
1983 ·
1984 ·
1985 ·
1986 ·
1987 ·
1988 ·
1989 ·
1990 ·
1991 ·
1992 ·
1993 ·
1994 ·
1995 ·
1996 ·
1997 ·
1998 ·
1999 ·
2000 ·
2001 ·
2002 ·
2003 ·
2004 ·
2005 ·
2006 ·
2007 ·
2008 ·
2009 ·
2010 ·
2011 ·
2012 ·
2013 ·
2014 ·
2015 ·
2016 ·
2017 ·
2018 ·
2019 ·
2020 ·
2021 ·
2022 ·
2023 ·
2024 ·
2025

Lijsten van nummer 1-hits in de 538 Top 50

2019 ·
2020 ·
2021 ·
2022 ·
2023 ·
2024 ·
2025
- Nederland (Top 40)
- Nederland (Single Top 100)
- Nederland (538 Top 50)
- Nederland (3FM Mega Top 50)
- Nederland (3FM Mega Top 30)
- Nederland (Outlaw 41)
- Nederland (Verrukkelijke 15)
- Nederland (Graadmeter)
- Vlaanderen (Radio 2 Top 30)
- Vlaanderen (Ultratop 50)
- Vlaanderen (Top 30 van Ultratop)
- Wallonië
- Australië
- Canada
- Denemarken
- Duitsland
- Frankrijk
- Ierland
- Nieuw-Zeeland
- Noorwegen
- Oostenrijk
- Polen
- Verenigd Koninkrijk
- Verenigde Staten (Hot 100)
- Zweden
- Zwitserland